# Futboll Klub Kukësi 2013-2014

## Rosa
| N. |                       | Ruolo | Calciatore                     |
| -- | --------------------- | ----- | ------------------------------ |
| 1  | Albania (bandiera)    | P     | Argent Halili                  |
| 2  | Albania (bandiera)    | D     | Dritan Smajlaj                 |
| 4  | Albania (bandiera)    | D     | Ylli Shameti                   |
| 5  | Albania (bandiera)    | D     | Julian Brahja                  |
| 6  | Montenegro (bandiera) | D     | Djordje Djikanović             |
| 7  | Albania (bandiera)    | C     | Gerhard Progni (vice-capitano) |
| 8  | Albania (bandiera)    | D     | Artan Thorja                   |
| 9  | Nigeria (bandiera)    | D     | Samuel Olabisi                 |
| 10 | Albania (bandiera)    | A     | Sokol Çikalleshi               |
| 11 | Albania (bandiera)    | A     | Vilfor Hysa                    |
| 12 | Albania (bandiera)    | P     | Ervis Koçi                     |
| 13 | Albania (bandiera)    | D     | Rrahman Hallaçi (capitano)     |
| 14 | Albania (bandiera)    | C     | Igli Allmuça                   |
| 16 | Albania (bandiera)    | C     | Fjoart Jonuzi                  |

| N. |                    | Ruolo | Calciatore             |
| -- | ------------------ | ----- | ---------------------- |
| 17 | Nigeria (bandiera) | D     | Terna Suswam           |
| 18 | Albania (bandiera) | A     | Fatjon Bytyçi          |
| 19 | Nigeria (bandiera) | C     | Henry Uche             |
| 20 | Kosovo (bandiera)  | C     | Yll Hoxha              |
| 21 | Albania (bandiera) | D     | Endri Muçmata          |
| 22 | Nigeria (bandiera) | A     | Ismail Adeshina        |
| 23 | Kosovo (bandiera)  | C     | Besar Musolli          |
| 24 | Albania (bandiera) | D     | Renato Malota          |
| 25 | Albania (bandiera) | P     | Armand Çengu           |
| 26 | Albania (bandiera) | P     | Kushtrim Abdullahi     |
| 27 | Albania (bandiera) | P     | Eglant Haxho           |
| 33 | Camerun (bandiera) | A     | Pierre Boya            |
| 77 | Nigeria (bandiera) | A     | Solomonson Izuchukwuka |
|    | Albania (bandiera) | C     | Elis Bakaj             |